# یان سونگ (بازیکن فوتبال)
یان سونگ، یک فوتبالیست حرفه‌ای سابق چینی است که در پست هافبک بازی می‌کرد.
او دوران حرفه ای خود را در دالیان هایچانگ آغاز کرد، جایی که او چندین عنوان در لیگ چین را به دست آورد قبل از اینکه به نمایندگی از تیم چین فراخوانده شود و آنها را به نایب قهرمانی در جام ملت های آسیا ۲۰۰۴ کمک کند. او همچنین برای ژجیانگ، ججو یونایتد، شانگهای گرینلند شنهوآ و دالیان  بازی کرد.